# Сказка про май
«Сказка про май» (укр. Казка про травень) — четвертий студійний альбом українського гурту «Табула Раса», що вийшов 1997 року на лейблі Zone Records.
Музичний гурт «Табула Раса» було засновано 1989 року в Києві. Протягом першої половини 1990-х колектив випустив чотири альбоми на касетах, виконуючи некомерційні артрокові пісні із текстами псевдоанглійською мовою. Під керівництвом продюсера Віталія Климова «Табула Раса» почала грати більш доступну музику в жанрі попрок зі зрозумілими текстами та зняла декілька відеокліпів, що транслювалися на українських телеканалах.
Альбом «Сказка про май», що містив хіти «Шейк „Шей Шей“», «Любимая машина» та «Я сошел с ума» («Дорога»), написані фронтменом гурту Олегом Лапоноговим, приніс «Табула Расі» всеукраїнську популярність та премію «Золота жар-птиця» як найкращому попгурту країни 1997 року.

## Історія створення
Український рок-гурт «Табула Раса» (від лат. tabula rasa — «чиста дошка») було створено 5 квітня 1989 року. Його засновниками були колишні музиканти рок-гурту «Абрис» Олександр Іванов (гітара) та Едуард Коссе (барабани), які шукали в Києві однодумців. На оголошення відгукнулися студент театрального інституту вокаліст Олег Лапоногов, клавішник Сергій Гримальский та бас-гітарист Ігор Давідянц. Гурт репетирував у бомбосховищі проєктного інституту в Києві, і після декількох десятків концертів та участі у фестивалі «Йолки-палки-90» його пісні потрапили до збірок студії «Фонограф». 26 вересня 1990 року вийшов дебютний альбом «Табули Раси» «8 рун», записаний звукорежисером Будинку звукозапису Олегом Ступкою. Наступного року колектив посів друге місце серед рок-гуртів на фестивалі «Червона рута» та видав другий альбом «Подорож до Паленке», також записаний в БЗЗ. Влітку 1993 року «Табула Раса» записала в студії «Комора» третій альбом «Боком до Сонця», після чого колектив залишили Іванов, Гримальский та Давідянц. Свій четвертий альбом «Радіодонор» «Табула Раса» записала як тріо, в якому Лапоногов поєднував спів із грою на гітарі, а на бас-гітарі зіграв звукорежисер «Комори» Олег Барабаш.
Пік популярності «Табули Раси» та створення альбому «Сказка про май» пов'язані з українським музичним діячем Віталієм Климовим. Журналіст за освітою, з кінця 1980-х і до середини 1990-х років Климов працював на українських телеканалах, був автором статей у газеті «Молода гвардія» та журналі «Ранок», але також захоплювався музикою, грав у гурті «Банита Байда». З 1991 року створена ним компанія «Мастер Відео» виробляла музичні кліпи, які показували в телепрограмі «Територія А». Олег Лапоногов запропонував режисеру зняти відео на пісню «Шейк „Шей Шей“», але в ході роботи над ним також домовилися, що Климов шукатиме шляхи, як гуртові заробити на власній творчості. Так кліпмейкер став фактичним продюсером гурту, хоча сам він вважав, що виконує менеджерську роботу.
1994 року Віталій Климов домовився про участь «Табули Раси» в європейському фестивалі «Рок-Суммер» в Таллінні, де було вперше зіграно пісні з «Радіодонору». Після його закінчення пісні з альбому перезаписали із клавішними за допомогою Ігоря Морозова. Перевидання «Радіодонору» київською фірмою Western Thunder містило бонус-трек «Шейк „Шей Шей“», який став передвісником нового стилю «Табули Раси». Склад «Табули Раси» в черговий раз змінився: бас-гітаристом став Олександр Кіктєв, а клавішником — Сергій Міщенко. Поки музиканти працювали над платівкою в студії «Нова», Віталій Климов опікувався розкруткою нових пісень. Окрім кліпу «Шейк „Шей Шей“», який транслювався на українських каналах за домовленістю із випускаючими редакторами УТ-1 та УТ-2, було знято ще одне відео на пісню «Любимая машина». Як пізніше згадував журналіст Олександр Євтушенко, «Климов старанно вписував групу в усі підряд тусовки, навіть з усілякими Шуфутинськими і Кіркоровими, чим ще раз довів свою далекоглядність». Роботу над альбомом було закінчено в лютому 1997 року.

## Зміст альбому
«Сказка про май» стала втіленням нової естетики гурту. Якщо перший альбом «Табули Раси» поєднував артрок, психоделію, фолк та нову хвилю, а протягом наступних років музиканти коливалися між андеграундом та мейнстримом, то тепер остаточно визначилися на користь останнього. Альбом вийшов у часи, коли в Україні почали набувати популярності рок-колективи, і «Табула Раса» також зберегла зв'язок із рок-культурою, навіть перелічивши в тексті однієї з пісень виконавців, що вплинули на їхню творчість, як-то «Воплі Відоплясова», «Кино», Борис Гребенщиков та The Cure. «Сказка про май» вийшла далекою від артроку та ближчою до комерціалізованого софт-року, містила елементи естрадної музики. Пісні були ретельно спродюсовані й аранжовані та мали зрозумілі тексти.
Всі дванадцять композицій з альбому були написані фронтменом гурту Олегом Лапоноговим. Більшість з них було створено протягом останніх двох років, але декілька вже виходили на попередніх альбомах «Табули Раси». «Утренний белый луч» (укр. Ранковий білий промінь) був однією з найстаріших пісень колективу, вперше з'явившись на дебютній касеті «8 рун» (1990) під назвою «Луч» (укр. Промінь). Віталій Климов зізнавався, що старе аранжування йому не подобалося, а в новому вона стала його найулюбленішою піснею «Табули Раси», і шкодував, що не встиг записати на неї відеокліп. «Игра в кубики» (укр. Гра в кубики) та хітова «Любимая машина» (укр. Улюблена машина) із «рибним текстом» вперше вийшли на альбомі «Радіодонор» (1994), а «Шейк „Шей, Шей“» був бонус-треком до його перевидання.
На відміну від «Радіодонору», на якому Лапоногов співав псевдоанглійською мовою, пісні з альбому «Сказка про май» мали зрозумілі тексти російською мовою. Лапоногов зізнавався, що всі його пісні з'являлися із «рибними» текстами, бо так йому було простіше виразити почуття. Працюючи над російськомовними текстами, він подовгу шукав кожне слово, щоб воно якнайкраще резонувало із музикою. Пісня «Мой дом» (укр. Мій дім) була написана за допомогою Кузьми Скрябіна, який також працював в студії «Нова» та поділився власним текстом, а «Вельветовый пиджак» (укр. Вельветовий піджак) була натхнена предметом гардероба, який Лапоногов побачив у секонд-хенді. Значення головного хіта «Шейк „Шей, Шей“» Лапоногов пояснював так: «Просто танок. Танок щасливої людини, яка подолала перешкоди й самого себе. Це стан, коли не хочеться нікого навчати, наставляти на шлях істини». Єдиним виключенням стала пісня «Зилево (Ревную)», що мала східний колорит та текст грецькою мовою, внаслідок участі музикантів «Табули Раси» в оркестрі традиційної й сучасної грецької музики, куди їх запросили через грецьке коріння барабанщика Едуарда Коссе.

## Список композицій
| Сторона А | Сторона А                   | Сторона А  |
| #         | Назва                       | Тривалість |
| --------- | --------------------------- | ---------- |
| 1.        | «Шейк „Шей Шей“» (слухатиⓘ) | 03:54      |
| 2.        | «Утренний белый луч»        | 04:51      |
| 3.        | «Вельветовый пиджак»        | 03:42      |
| 4.        | «Мой дом»                   | 03:35      |
| 5.        | «Любимая машина» (слухатиⓘ) | 04:49      |
| 6.        | «Гроза»                     | 04:23      |

| Сторона Б | Сторона Б                  | Сторона Б  |
| #         | Назва                      | Тривалість |
| --------- | -------------------------- | ---------- |
| 7.        | «Я сошел с ума» (слухатиⓘ) | 04:31      |
| 8.        | «Сказка про май»           | 05:06      |
| 9.        | «Кубики»                   | 02:56      |
| 10.       | «Солнце и луна»            | 04:53      |
| 11.       | «Зилево (Ревную)»          | 03:23      |
| 12.       | «Каникулы»                 | 02:58      |

## Учасники запису
| Табула Раса - Олег Лапоногов — гітара, вокал - Едуард Коссе — ударні, вокал - Олександр Кіктєв — бас-гітара - Сергій Міщенко — клавішні Запрошені музиканти - Андрій Салехов — ударні (7) - Сергій Гримальський — клавішні (8) | - Ексклюзивний представник гурту: Агенція «Nemo» - Продюсер — Віталій Клімов - Менеджер — Тарас Гавриляк - Запис альбому — студія «Nova», «Салон Сартакова», «Аркадія» - Звукорежисери — Олег Барабаш, Аркадій Віхорев (8) |

## Відеокліпи
1. «Любимая машина» (риб.) на YouTube
2. «Шейк „Шей Шей“» на YouTube
3. «Любимая машина» на YouTube
4. «Я сошел с ума» («Дорога») на YouTube

Коли 1994 року Віталій Климов домовився про участь «Табули Раси» у фестивалі «Рок-Саммер», виявилося, що в ефірі мають бути відеокліпи кожного з учасників. Кліп «Шейк» ще не був готовий, тому вирішили на швидку руку зняти відео на пісню «Любимая машина», яка тоді мала ще беззмістовний, «рибний» текст. Фільмування відбулося в центрі Києва, в будівлі інституту іноземних мов, «сакральному місці» для місцевих музикантів, бо в студентському клубі репетирували та записувалися багато музичних гуртів. Режисером кліпу став Віталій Докаленко, оператор — Ігор Щербаков. Частина кліпу знята на даху, на фоні хрестів Костелу Святого Миколая, де Олег Лапоногов виступив в образі театрального персонажу П'єро. Відео також містить кадри виступу гурту на сцені порожньої концертної зали, де окрім музикантів із-за куліс виходить вусатий чоловік, переодягнений в різні костюми. Хоча музичний журналіст Антон Бессонов називав «Любимую машину» «абсолютно шикарним кліпом, який можна сприймати, як глибоко концептуальне відео з купою прихованих смислів», продюсер Віталій Климов заперечував наявність глибокого змісту, підкреслюючи, що знімання відбулося дуже швидко.
Кліп «Шейк „Шей Шей“» було знято після повернення з фестивалю «Рок-Саммер». Його режисером знову став Віталій Докаленко, а оператором — Василь Сікачінський. Кліп також знімався в Києві, на Оболоні. Продюсер обрав місце, в якому стояв порожній намет, де щось продавали, але в день знімання намет зник і фільмування ледь не скасували. «А потім ми озирнулися на всі боки — а там такий намив, багато піску… і ми зрозуміли: та ось воно, місце для зйомок!» — згадував Лапоногов. Роль сумного клоуна виконав український актор театру і кіно Віталій Лінецький. Саме кадр з відеокліпу «Шейк „Шей Шей“» було обрано обкладинкою альбому «Сказка про май».
Наступним було знято повноцінний кліп на пісню «Любимая машина», на версію із російськомовним текстом, що увійшла до альбому «Сказка про май». Відео з'явилося як відповідь на подарунок компанії-виробника мікроавтобусів «Газ-Дніпро», що презентувала гуртові «Газель», в яку вставили мотор «Івеко» та додали в салон дорогу музичну апаратуру. Автомобіль, на який нанесли написи «Табула Раса» та «Любимая машина», потрапив до відеокліпу та декілька років використовувався музикантами для поїздок в концертні тури.
Останнім було знято відеокліп на пісню «Я сошел с ума» (укр. Я збожеволів), в якому Олег Лапоногов зображений у вигляді лева. Як і попереднє, це відео містило елементи продакт-плейсмента, рекламу шоколадних батончиків «Lion» (укр. Лев) компанії Nestle, що була головним спонсором концертних турів на підтримку альбому «Сказка про май». Попри велику популярність кліпу, Лапоногов визнавав, що сюжетна лінія із левом була йому не до душі: «Чесно кажучи, мені не подобається все, що пов'язано з цим „перевтіленням“. Акторам теж доводиться деколи грати ролі, які вони не відчувають, з якими не погоджуються».

## Вихід та сприйняття
Офіційною датою релізу альбому «Сказка про май» вважається 15 березня 1997 року. Альбом вийшов на магнітофонних касетах, що видавалися лейблом Zone Records та розповсюджувалися компанією «Київ-Євростар». Комерційний успіх альбому призвів до появи великої кількості піратських записів, що продавалися в Києві та інших містах України.
Для розкрутки альбому Климов знайшов спонсорів, які профінансували концертний тур — компанію Nestle. Як писали в одеській газеті «Порто Франко», під час туру шоколадні батончики «розкидалися в юрби шанувальників у кожному місті». Організацією концертів опікувалася агенція «Єврошоу». Тур складався з двох частин, перша з яких розпочалася в травні 1997 року та складалася з дванадцяти концертів, а більш масштабна друга стартувала 20 листопада 1997 року та тривала два місяці, охопивши більшість великих міст України. Попри те, що програма турів майже не відрізнялася, та багато хто пророкував «Казці-2» провал, обидві гілки турне вийшли напрочуд вдалими. Осінні концерти зазвичай проходили в палацах спорту або на стадіонах, а на розігріві у «Табули Раси» були такі виконавці, як Ель Кравчук, Наталя Могилевська, а також маловідомий на той час львівський гурт «Океан Ельзи». В червні 1997 року «Табула Раса» та «Грін Грей» виступили на естонському музичному фестивалі «Рок-Саммер», хедлайнерами якого були Biohazard, Apollo 440 та Super Furry Animals.
«Сказка про май» принесла гурту «Табула Раса» визнання не лише шанувальників, але й експертів музичної індустрії. За підсумками 1997 року в Національному рейтингу «Профі», складеному після опитування продюсерів, композиторів, музикантів та журналістів, «Табула Раса» посіла друге місце в номінаціях «Рок-група» та «Поп-група». На другій церемонії нагородження премії «Золота жар-птиця», заснованої компанією «Таврійські ігри», «Табулу Расу» назвали найкращим поп-гуртом країни; кращим рок-гуртом назвали «Воплі Відоплясова» з їхньою «Весною», а «Скрябін» став «найпопулярнішим альтернативним гуртом». У статті «Незабутній 1997-й» оглядач журналу «Тиждень» Сергій Харинович згадував: «Ну в принципі за відсутності в нас хоч якогось натяку на ABBA чи бодай Modern Talking, то й „Табула Раса“ за поп-гурт зійшла. Бойз-бенд практично».
В рецензії, що вийшла в білоруській «Музичній газеті» у вересні 1997 року, зазначили, що «Табула Раса» випускає альбоми не часто, дотримуючись принципу «Краще менше, але краще». Попри позитивний відгук, оглядач відзначив, що пісні легко запам'ятати, але так само легко забути: «Тому смію припустити, що через рік-два після буму про альбом „Сказка про май“ ніхто не згадає». Український журналіст Олександр Євтушенко називав альбом «скоріше творчою вдачею, аніж невдачею»: «Адже альбом набитий хітами під саму зав'язку, наскрізь романтично-експериментальний і лагідний. Ніякої містики! Ніякої глибини! Усе, як на долоні. Це виглядає так, ніби Лапоногов знову став хлопчиком, який вперше в житті закохався».

## Подальша доля гурту

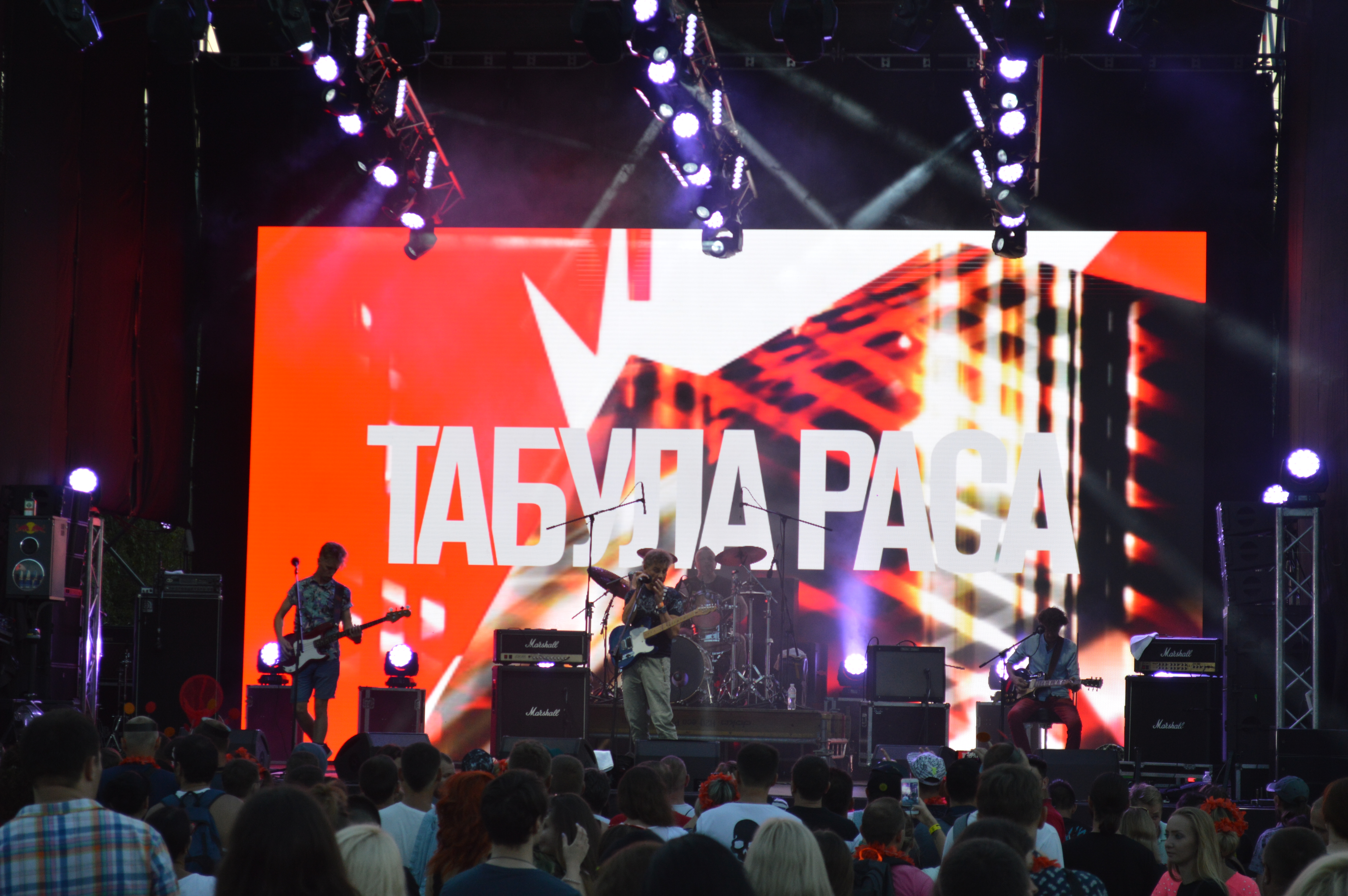
«Табула Раса». 2018 рік

Перебуваючи на піку популярності, «Табула Раса» випустила альбом «Бетельгейзе» з одинадцятьма новими піснями, після чого восени 1998 року припинила писати нові пісні, скасувала гастролі та зникла з телебачення. Ходили чутки про захоплення музикантів наркотиками, участь в секті чи інші конфлікти. Лише за п'ять років Лапоногов пояснив, що втомився від насиченого концертного графіку та взяв творчу відпустку: пів року жив у монастирі, а потім оселився у батьків. 2003 року «Табула Раса» повернулася із новими піснями, кліпами й альбомами, але відмовилася від стадіонних амбіцій, виступаючи в невеликих клубах та на камерних майданчиках. Єдиними учасниками гурту, що залишилися з зіркового складу, були Олег Лапоногов та Едуард Коссе.
2007 року гурт випустив збірку «Музыка народов птиц» (укр. Музика народів птахів), до якої увійшло шість пісень зі «Сказки про май». «Шейк „Шей Шей“», «Машина», «Игра в кубики» та «Вельветовый пиджак» залишилися незмінними, у версіях 1995—1996 року. «Я сошел с ума» була перезаписана 2003 року та вийшла під назвою «Дорога», причому фраза «Я сошел с ума» (укр. Я збожеволів) зникла не лише з назви, але й з тексту пісні. «Утренний белый луч» вийшла із новим аранжуванням 2006 року.
Віталій Климов після «Сказки про май» продовжив діяльність як музичний продюсер. 1998 року під час роботи над наступним альбомом «Бетельгейзе» він припинив співпрацю з «Табула Расою», зосередившись на продюсуванні рок-гурту «Океан Ельзи». Серед інших відомих підопічних Климова — співачка Альона Вінницька та гурт «Ла-Манш».